# トンサ県
座標: 北緯27度20分 東経90度25分 / 北緯27.333度 東経90.417度

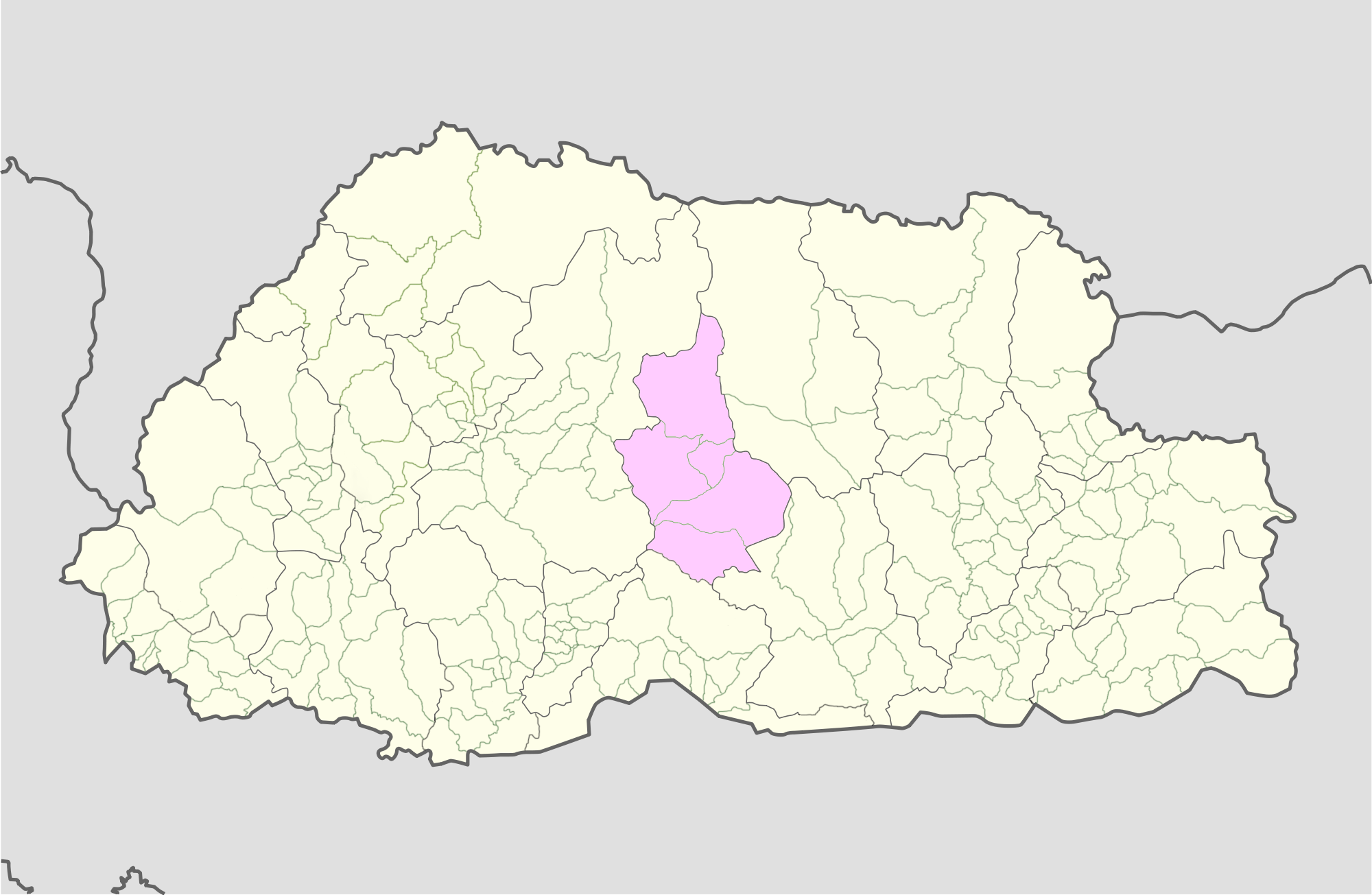
トンサ県の位置

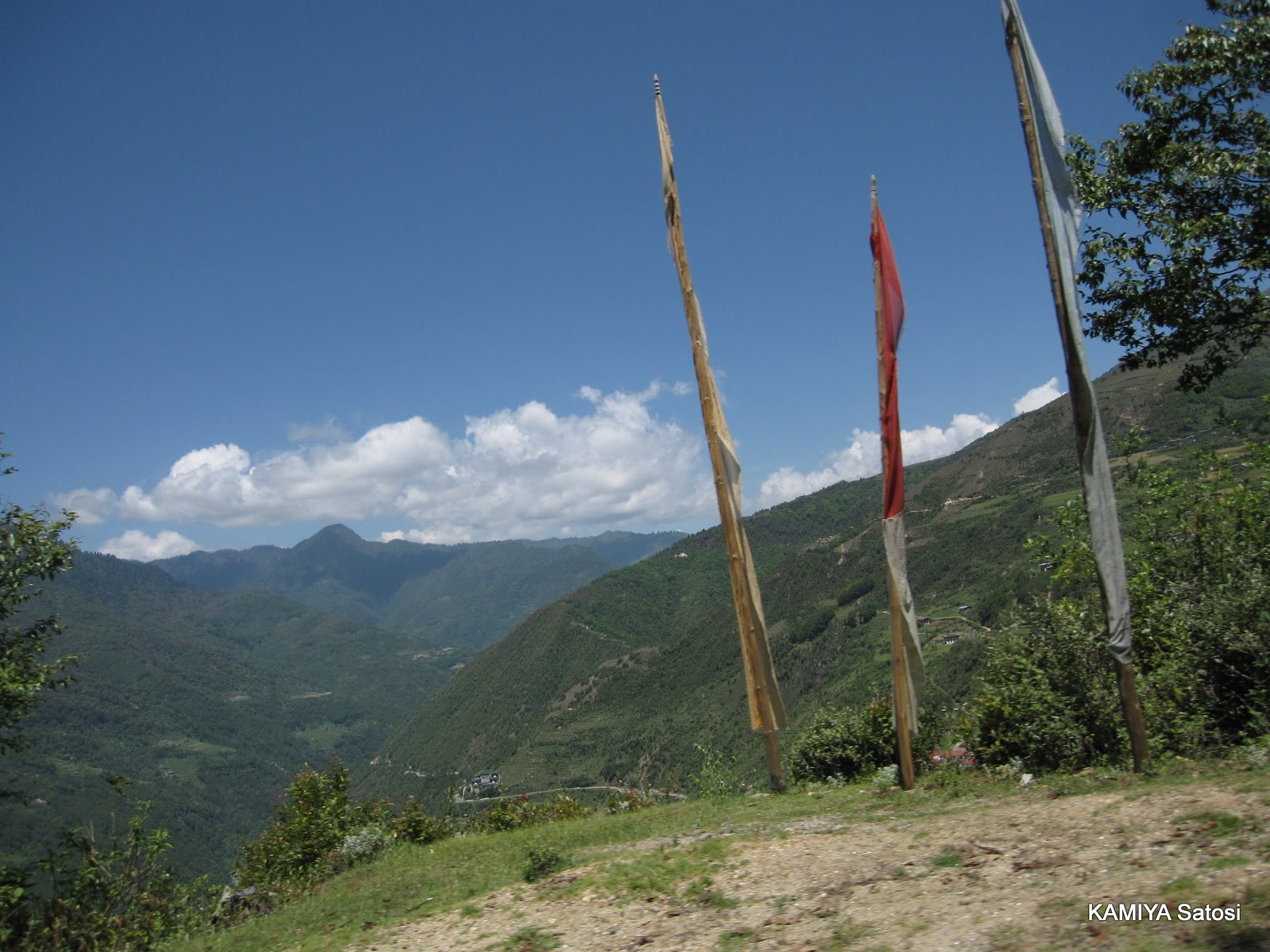
トンサ近郊の風景

トンサ県（トンサけん、ゾンカ語:ཀྲོང་གསར་རྫོང་ཁག་/ワイリー方式:Krong-gsar rdzong-khag）は、ブータン南部の県。ブータンの地理的中心はトンサ城にある。

## 言語
中南部のオレ語話者は消滅した。

歴史的に、ブータン中部〜東部に広がるブムタン語話者は、クルトプ語やマンドゥエピカ語、ケン語話者との繋がりが強い。
これらはまとめて「ブムタン諸語」とも呼ばれる

。

## 地理
トンサ県は西にワンデュ・ポダン県、東にブムタン県、南にチラン県・サルパン県・シェムガン県に接する。

## 行政区画
トンサ県は5つの村に分かれる
。
- ドラグテン村（英語版）
- コルフ村（英語版）
- ランシル村（英語版）
- ヌビ村（英語版）
- タンシブジ村（英語版）

## 環境
トンサ県の殆どは環境保護区である。
北部（ヌビ村）にはワンチュク百年国立公園が、中央部〜西部〜南部（ランシル村、タングシブジ村）にはジグミ・シンゲ・ワンチュク国立公園が有り、緑の回廊で繋がっている。
南東部から北東部にはスルムシン峠国立公園に繋がる緑の回廊が広がっている。

## 関連項目

トンサ県
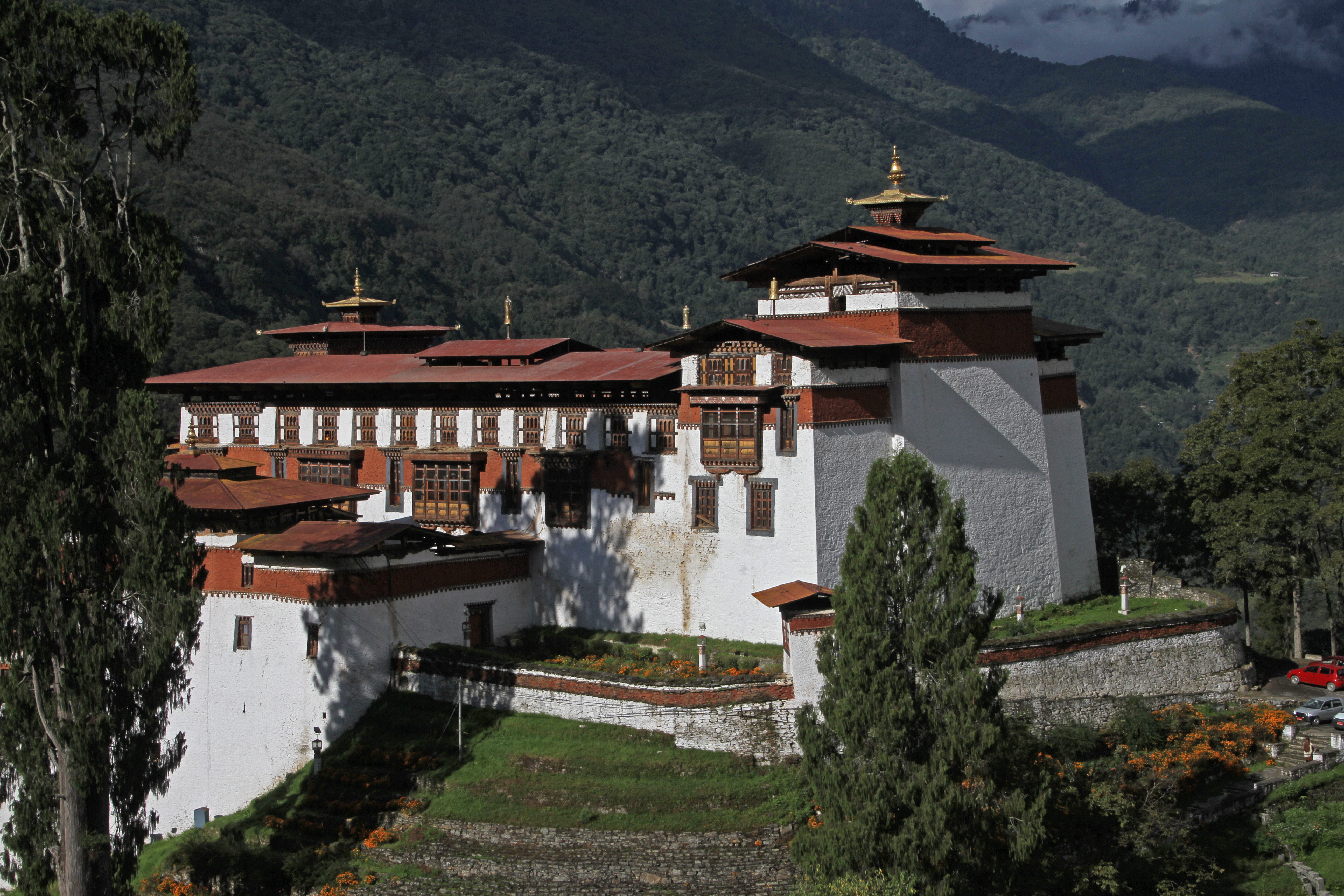
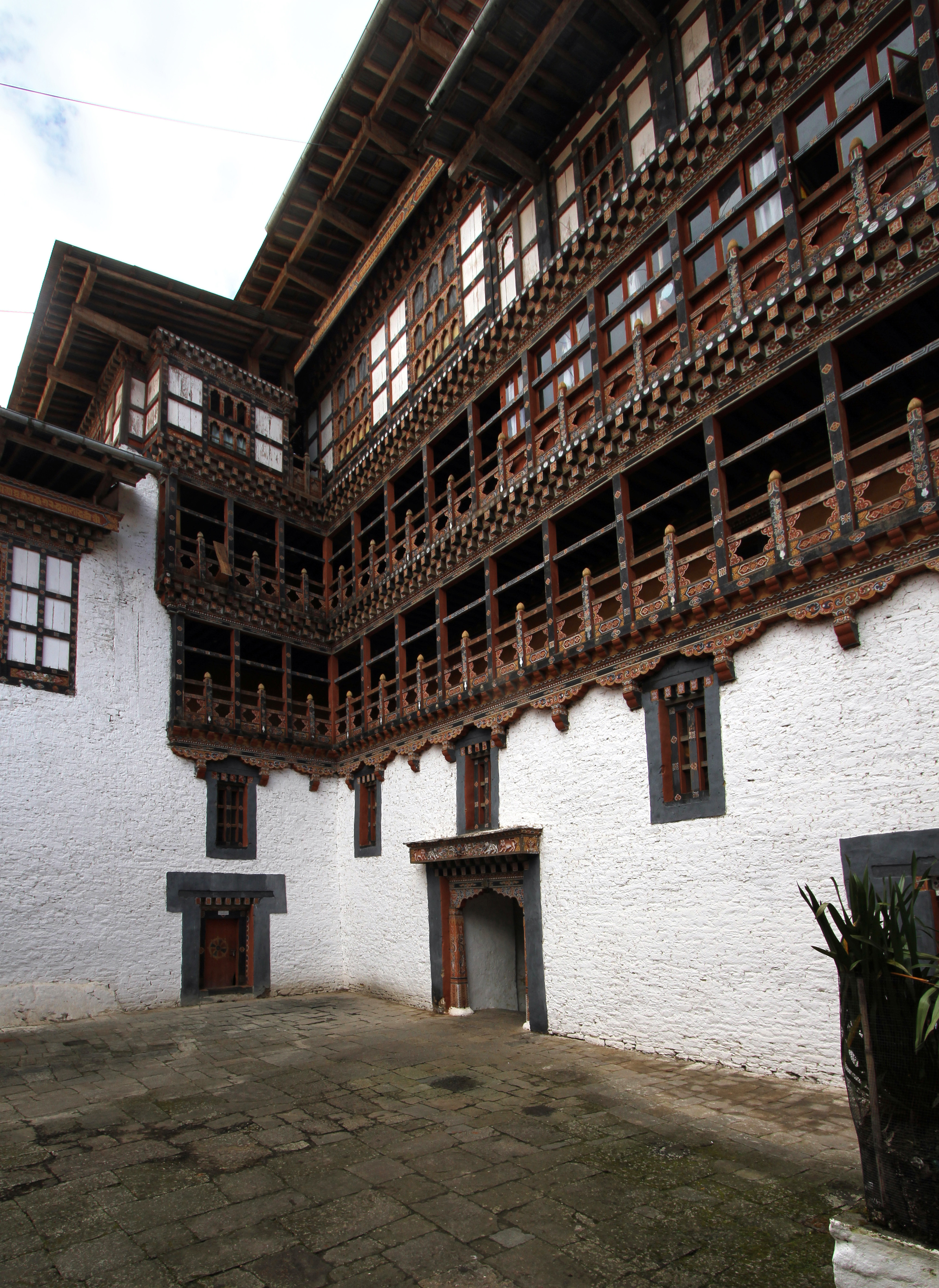
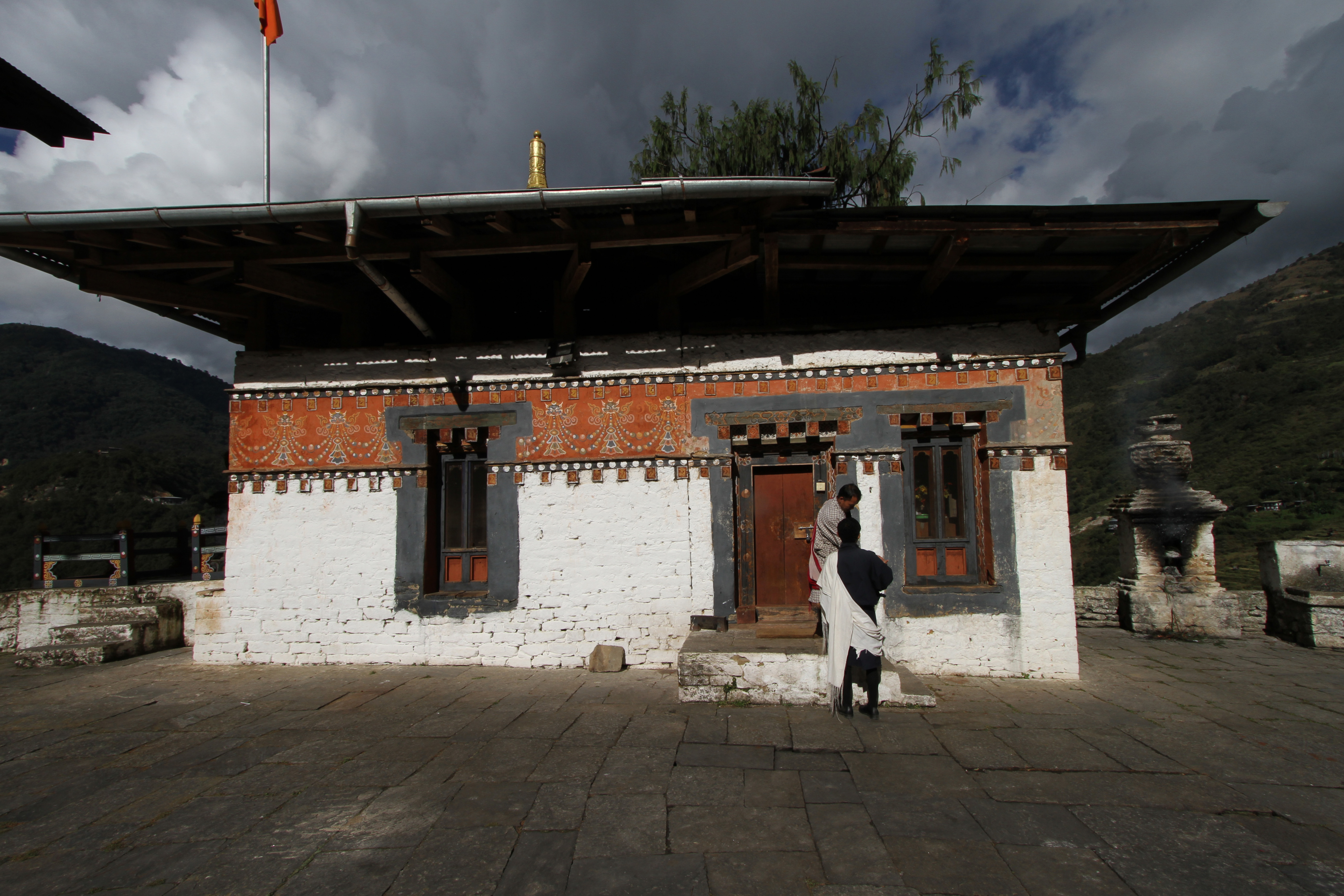
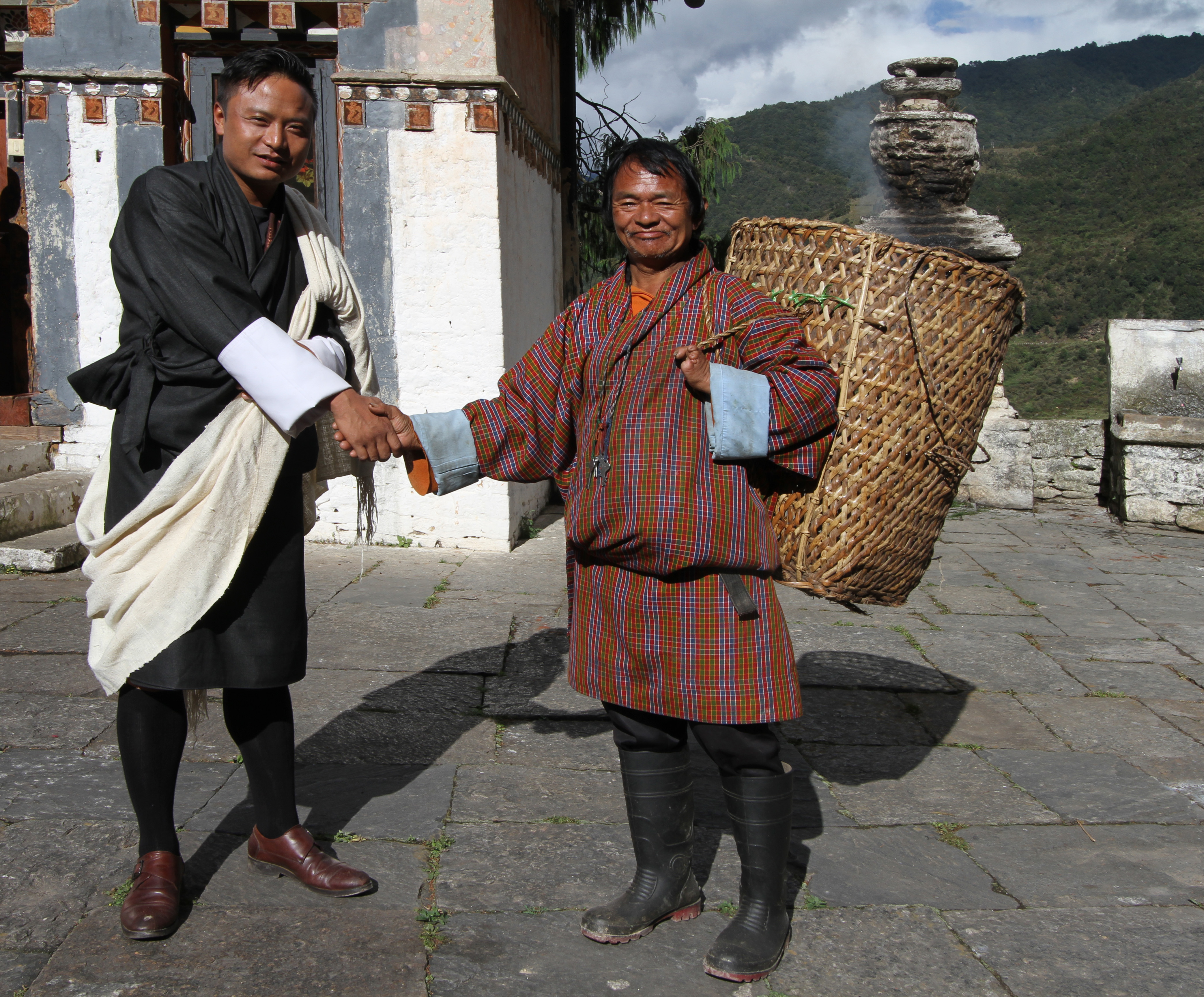
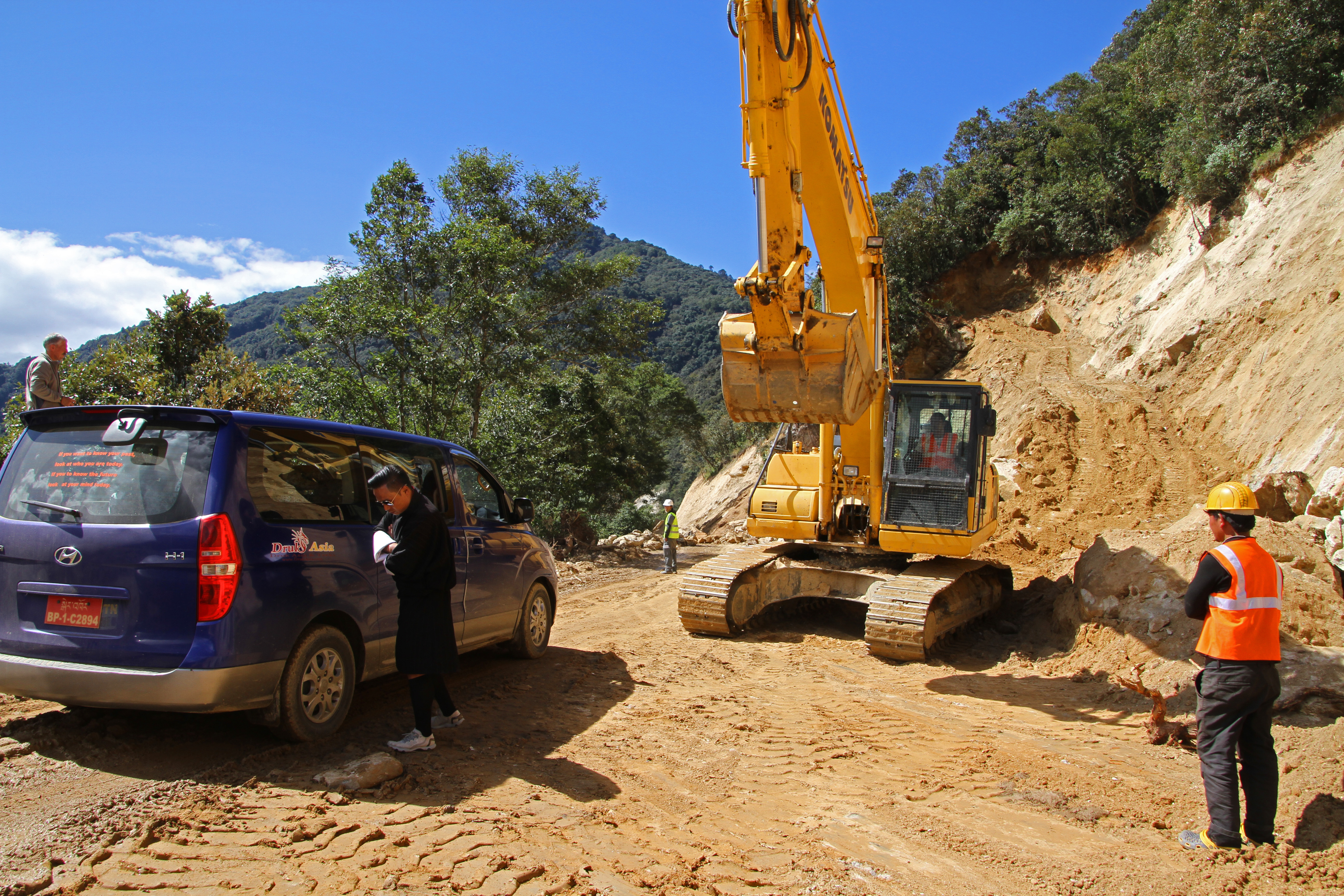
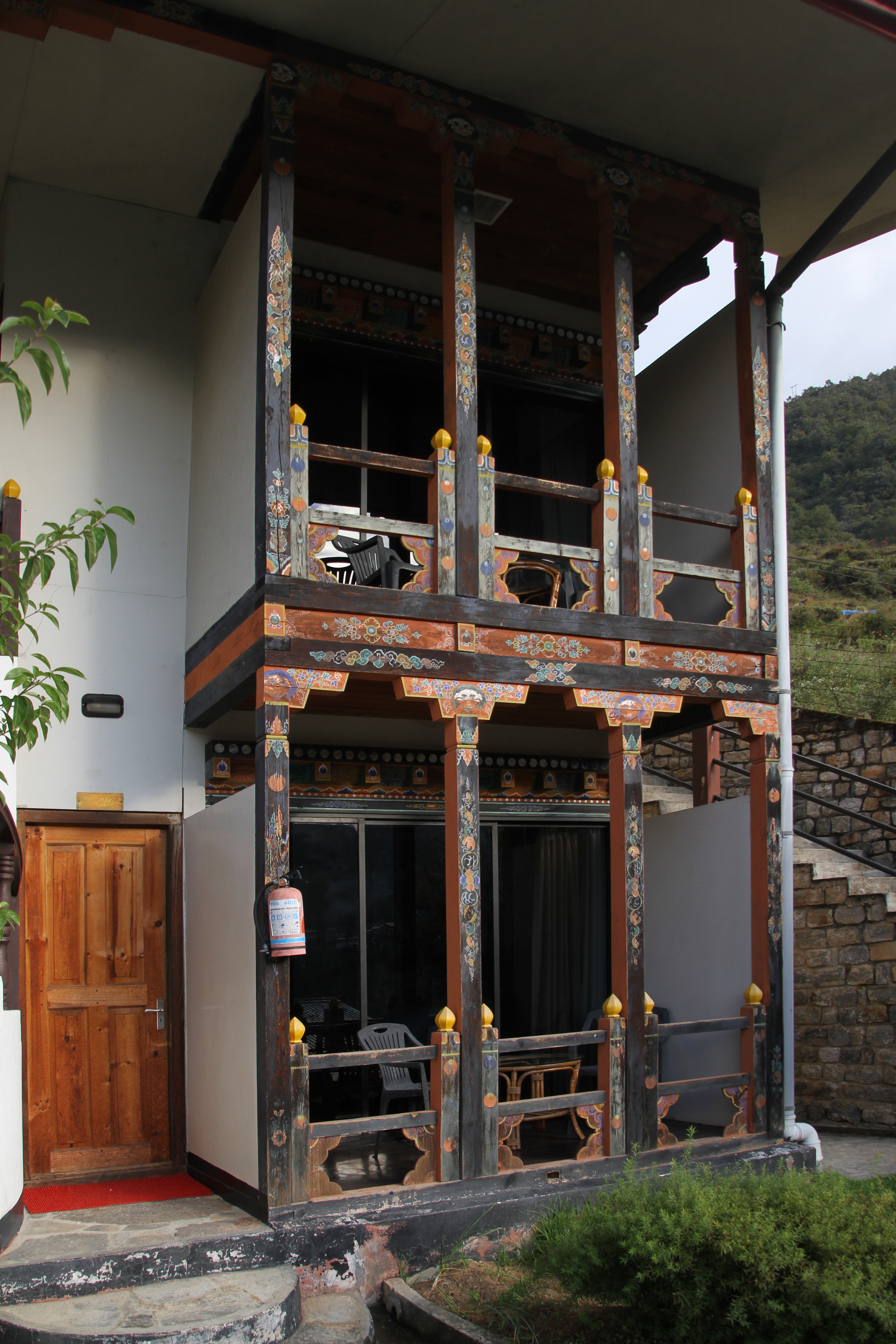